# Phát biểu vấn đề
Phát biểu vấn đề (hay còn gọi là Tuyên bố vấn đề, Mô tả vấn đề) là một mô tả ngắn gọn về một vấn đề cần giải quyết hoặc một điều kiện cần được cải thiện. Phát biểu vấn đề xác định sự thiếu sót giữa trạng thái (vấn đề) hiện tại và trạng thái (mục tiêu) mong muốn của một quy trình hoặc một sản phẩm nào đó. Tập trung vào các sự kiện, phát biểu vấn đề nên được thiết kế để giải quyết phương pháp Five Ws. Điều kiện đầu tiên để giải quyết một vấn đề là phải hiểu vấn đề đó và điều này có thể được thực hiện bằng cách phát biểu vấn đề.
Các phát biểu vấn đề được áp dụng rộng rãi trong đa số doanh nghiệp và tổ chức khi thực thi các dự án cải tiến quy trình. Nhóm phụ trách dự án sẽ đưa ra một tuyên bố vấn đề đơn giản và rõ ràng và nhắm đến việc phát triển một giải pháp để giải quyết vấn đề. Việc này giúp ban lãnh đạo hiểu rõ về vấn đề và có thể đưa ra các quyết định phù hợp về việc xét duyệt dự án. Vì vậy, điều quan trọng nhất là phát biểu vấn đề phải rõ ràng.